# Гровенор, Ричард, 2-й баронет
Сэр Ричард Гровенор, 2-й баронет (ок. 1604 — 31 января 1665 г.) - английский дворянин, предок современных герцогов Вестминстера. Сын сэра Ричарда Гровенора, 1-го баронета и Леттис Чамли, дочери сэра Хью Чамли. Детство провел в Итон-Холле, Чешир.
В 1628 году женился на Сидни, дочери сэра Роджера Мостина из Мостина, Флинтшир, и тем самым приобрел поместья в северном Уэльсе.
Участвовал в гражданской войне на стороне роялистов. В 1643 году был главным шерифом Чешира, а в феврале того же года был объявлен вне закона. В июле 1659 года был сторонником сэра Джорджа Бута в про-роялистских графствах Чешир и Ланкашир. Сын и наследник Ричарда, Роджер, был убит в поединке своим двоюродным братом Хью Робертсом 22 августа 1661 года. Когда сэр Ричард умер в 1665 году, его сменил его внук сэр Томас Гровенор, 3-й баронет, которому было всего восемь лет.

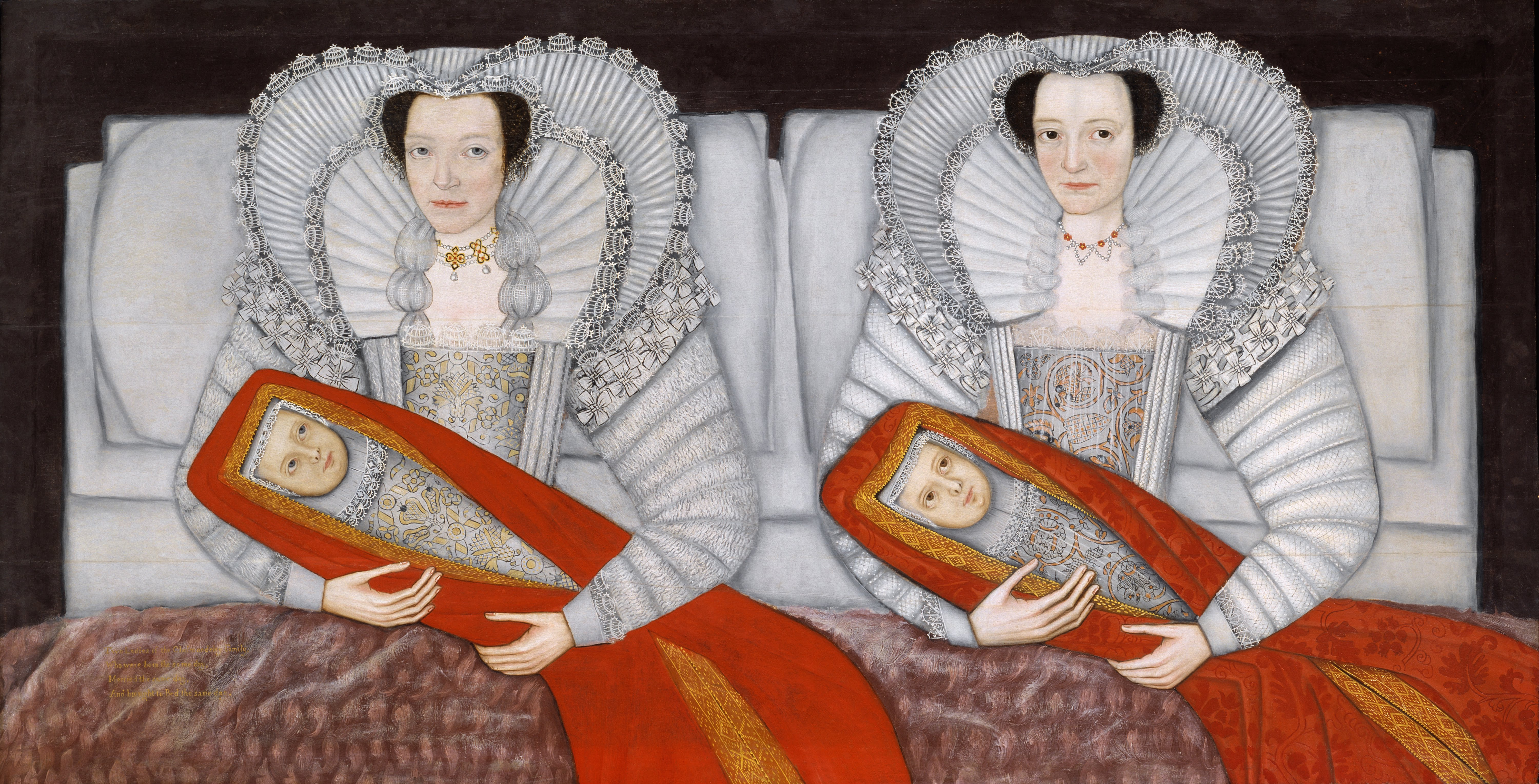
Леди Гровенор и леди Калверли